# Roy Marble
Roy Lane Marble jr. (Flint, 13 dicembre 1966 – Lansing, 11 settembre 2015) è stato un cestista statunitense, professionista nella NBA.

## Carriera
È stato selezionato dagli Atlanta Hawks al primo giro del Draft NBA 1989 (23ª scelta assoluta).

## Statistiche

### College
| Anno      | Squadra       | PG  | PT  | MP   | TC%  | 3P%  | TL%  | RP  | AP  | PRP | SP  | PP   |
| --------- | ------------- | --- | --- | ---- | ---- | ---- | ---- | --- | --- | --- | --- | ---- |
| 1985-1986 | Iowa Hawkeyes | 32  | 30  | 29,1 | 52,3 | -    | 72,0 | 4,9 | 1,5 | 1,2 | 0,1 | 12,5 |
| 1986-1987 | Iowa Hawkeyes | 35  | 35  | 30,1 | 55,7 | 28,6 | 68,2 | 5,1 | 2,8 | 1,0 | 0,2 | 14,9 |
| 1987-1988 | Iowa Hawkeyes | 34  | 33  | 28,2 | 55,4 | 11,1 | 74,2 | 4,3 | 2,0 | 1,8 | 0,1 | 15,4 |
| 1988-1989 | Iowa Hawkeyes | 33  | 33  | 31,2 | 52,5 | 39,6 | 76,1 | 5,6 | 2,2 | 1,5 | 0,1 | 20,5 |
| Carriera  | Carriera      | 134 | 131 | 29,6 | 53,9 | 34,2 | 73,0 | 5,0 | 2,1 | 1,4 | 0,1 | 15,8 |

## Palmarès
- McDonald's All-American Game (1985)